# Kostoľany nad Hornádom (stacja kolejowa)
Kostoľany nad Hornádom – stacja kolejowa we wsi Kostoľany nad Hornádom w kraju koszyckim na linii kolejowej nr 180 na Słowacji.